# Нью-Вієнна (Огайо)
Нью-Вієнна (англ. New Vienna) — селище (англ. village) в США, в окрузі Клінтон штату Огайо. Населення — 1108 осіб (2020).

## Географія
Нью-Вієнна розташований за координатами 39°19′34″ пн. ш. 83°41′34″ зх. д. / 39.32611° пн. ш. 83.69278° зх. д. (39.326069, -83.692652).  За даними Бюро перепису населення США в 2010 році селище мало площу 2,26 км², з яких 2,21 км² — суходіл та 0,05 км² — водойми.

## Демографія
Згідно з переписом 2010 року, у селищі мешкали 1224 особи в 478 домогосподарствах у складі 322 родин. Густота населення становила 542 особи/км².  Було 557 помешкань (247/км²).
Расовий склад населення:
| - 96,7 % — білих - 0,8 % — чорних або афроамериканців - 0,4 % — корінних американців - 0,3 % — азіатів |

До двох чи більше рас належало 1,2 %. Частка іспаномовних становила 0,7 % від усіх жителів.
За віковим діапазоном населення розподілялося таким чином: 26,5 % — особи молодші 18 років, 62,7 % — особи у віці 18—64 років, 10,8 % — особи у віці 65 років та старші. Медіана віку мешканця становила 35,7 року. На 100 осіб жіночої статі у селищі припадало 91,8 чоловіків;  на 100 жінок у віці від 18 років та старших — 88,3 чоловіків також старших 18 років.
Середній дохід на одне домашнє господарство  становив 43 250 доларів США (медіана — 38 571), а середній дохід на одну сім'ю — 47 289 доларів (медіана — 43 359). Медіана доходів становила 37 589 доларів для чоловіків та 32 100 доларів для жінок. За межею бідності перебувало 23,9 % осіб, у тому числі 23,4 % дітей у віці до 18 років та 8,5 % осіб у віці 65 років та старших.
Цивільне працевлаштоване населення становило 542 особи. Основні галузі зайнятості: виробництво — 27,5 %, транспорт — 15,7 %, освіта, охорона здоров'я та соціальна допомога — 15,5 %.